# Saut en longueur masculin aux championnats du monde d'athlétisme 2005
Navigation
Paris 2003 Osaka 2007
L'épreuve du saut en longueur masculin des championnats du monde d'athlétisme 2005 s'est déroulée les 12 et 13 août 2005 dans le Stade olympique d'Helsinki, en Finlande. Elle est remportée par l'Américain Dwight Phillips.

## Résultats

### Finale
| Rang               | Athlète                | Pays           | Essais | Essais | Essais | Essais | Essais | Essais | Marque | Notes |
| Rang               | Athlète                | Pays           | 1      | 2      | 3      | 4      | 5      | 6      | Marque | Notes |
| ------------------ | ---------------------- | -------------- | ------ | ------ | ------ | ------ | ------ | ------ | ------ | ----- |
| Médaille d'or      | Dwight Phillips        | États-Unis     | 8.60   | X      | X      | X      | X      | X      | 8.60 m | WL    |
| Médaille d'argent  | Ignisious Gaisah       | Ghana          | 7.76   | 8.11   | 8.34   | 8.17   | 8.05   | —      | 8.34 m | NR    |
| Médaille de bronze | Tommi Evilä            | Finlande       | X      | X      | 8.16   | 8.12   | 8.25   | X      | 8.25 m |       |
| 4                  | Joan Lino Martínez     | Espagne        | 7.85   | 8.13   | 8.04   | 8.24   | X      | 7.98   | 8.24 m |       |
| 5                  | Salim Sdiri            | France         | 8.20   | 8.07   | 7.96   | 7.97   | X      | 8.21   | 8.21 m |       |
| 6                  | Irving Saladino        | Panama         | 8.00   | 7.91   | 8.06   | 8.00   | 8.20   | 8.12   | 8.20 m |       |
| 7                  | Godfrey Khotso Mokoena | Afrique du Sud | 8.01   | 8.06   | 8.11   | 8.06   | 6.79   | X      | 8.11 m |       |
| 8                  | Volodymyr Zyuskov      | Ukraine        | 7.56   | 8.06   | X      | 8.01   | X      | X      | 8.06 m |       |
| 9                  | James Beckford         | Jamaïque       | X      | 8.02   | 7.93   |        |        |        | 8.02 m |       |
| 10                 | Vitaliy Shkurlatov     | Russie         | X      | 7.88   | 7.66   |        |        |        | 7.88 m |       |
| 11                 | Issam Nima             | Algérie        | 7.61   | 7.73   | 7.42   |        |        |        | 7.73 m |       |
| 12                 | Nils Winter            | Allemagne      | X      | X      | 7.72   |        |        |        | 7.72 m |       |